# Золтан Фабрі
Золтан Фабрі 15 жовтня 1917 — 30 липня 1994) — угорський режисер театру й кіно, сценарист та актор. Його фільми "Хлопці із Вулиці Пала" (1969) та "Угорці" (1978) були серед номінантів на премію «Оскар» за найкращий міжнародний художній фільм. Його фільм "Дванадцять годин" розділив Гран-Прі із Війна і мир на четвертому Московському кінофестивалі 1965 року.

## Життєпис
Фабрі хотів стати митцем із дуже молодого віку. Він вивчав художню справу в угорському Інституті Художніх Мистецтв. 
Працювати в угорській кіноіндустрії Фабрі почав у 1950 році, як сценограф. Свій перший фільм "Шторм" він створив у 1951 році. 
Стиль робіт Фабрі можна описати як класичний, із значним ухилом у бік "академічних" технік та прийомів. Найбільший вплив на нього здійснили італійський неореалізм та французький поетичний реалізм.
У 60-ті роки немало експериментував із структурою оповіді та флешбеками, а його чи не найвидатніший фільм П'ята печатка (1976) уміщує і багатогранну складність винесених у ньому питань і цікаві сюрреалістичні прийоми. Однак, Фабрі ніколи так і не перейняв модерних практик кінематографу. Саме тому режим Яноша Кадара ставився до Фабрі значно поблажливіше, ніж до більш контроверсійного та схильного до експериментів Міклоша Янчо.
У 1979 році отримав відзнаку від Московського міжнародного кінофестивалю за значний вплив в кіноіндустрію.
Фабрі був відомим перфекціоністом, що глибоко контролював усі процеси під час розробки фільму і ніколи не імпровізував, детально продумуючи кожну сцену наперед.
Мав славу тиранічного режисера, однак, чутки ці спростовувались його люб'язним ставленням до дітей-акторів під час зйомок фільму "Хлопці із вулиці Пала".
Майже усі свої фільми зняв за художніми творами. Багато його робіт або прямо розповідали, або торкалися Другої Світової Війни.
Продовжував активно працювати до початку восьмидесятих років, а після відходу від справ він почав викладацьку кар'єру у своєму ж інституті.
В останні роки життя він писав сценарії, які, однак, так ніколи і не були реалізованими на кіноплівці.
Фабрі був президентом угорського об'єднання кіномитців з 1959 до 1981.
Помер у віці 76 років від інфаркту у 1994 році.

## Вибрана Фільмографія
- 1950 — "Шторм" / Kris
- 1959 — "Карусель" / Körhinta
- 1965 — "Дванадцять годин" / Húsz óra
- 1969 — "Хлопці із вулиці Пала" / A Pál-utcai fiúk
- 1969 — "Ласкаво просимо, пане майоре!" / Isten hozta, őrnagy úr!
- 1976 — "П'ята печатка" / Az ötödik pecsét
- 1983 — "Обігріваючи дім" / Gyertek el a névnapomra

Деякі фільми Фабрі є перекладені українською.